# Rhabdodermatidae
De Rhabdodermatidae zijn een familie van uitgestorven coelacanthimorfe kwastvinnige vissen die leefden tijdens het Carboon (ongeveer 359 - 299 miljoen jaar geleden).
De groep werd in 1958 benoemd door Lev Semyonovich Berg. Resten zijn alleen gevonden in de Bear Gulch.